# Simón Marchán
Simón Marchán Fiz (Madrid, 1941) es un teórico del arte, comisario y profesor español.
Su obra Del arte objetual al arte de concepto (1972) fue el primer estudio sobre el arte conceptual realizado en España, y tuvo una gran influencia en el estudio posterior de estas prácticas en el país.Actualmente es catedrático emérito de Estética y Teoría de las Artes en la UNED y miembro de número de la Real Academia de Bellas Artes de San Fernando. En 2020 fue galardonado con la Medalla de Oro de las Bellas Artes del Ministerio de Cultura de España.

## Trayectoria
Se licenció en Filosofía y Letras en la Universidad Complutense de Madrid. Realizó estudios de postgrado en las universidades de Colonia y Bonn y en 1972, presentó su tesis doctoral en Madrid con el título de Análisis  fenomenológico  de  la  pintura moderna.
Fue profesor de Teoría de las Artes e Historia del Arte Contemporáneo en las universidades Complutense y Autónoma de Madrid. En 1978, fue nombrado catedrático de Estética y Composición en la  Escuela de Arquitectura de la Universidad de La Laguna. Después pasó por la Universidad de Valladolid y en 1986 fue nombrado catedrático de la UNED, donde tras su jubilación fue designado profesor emérito.
Algunas obras de su autoría son Del arte objetual al arte de concepto (1972), Contaminaciones figurativas (1986), La historia del Cubo: Minimal art y fenomenología (1994), Las vanguardias en las artes y la arquitectura (1900-1930) (2000) o Las Vegas: resplandor pop y simulaciones posmodernas 1905-2005 (2006). 
Ha comisariado distintas exposiciones, entre ellas, Berlín: punto de encuentro (Museo Reina Sofía, 1989), Schinkel: arquitecturas 1781-1841 (Ministerio de Obras Públicas, Madrid, 1989) y Dadá y Constructivismo (Museo Reina Sofía, 1989). Asimismo, ha ejercido como miembro del Patronato del Museo Español de Arte Contemporáneo (Madrid), la Comisión Internacional para la Fundación del Museo Reina Sofía, el Patronato del Museo Reina Sofía, el Patronato del Centro Galego de Arte Contemporáneo y el Comité Asesor del Museo Patio Herreriano. 
La Biblioteca y Centro de Documentación del Museo Reina Sofía conserva el Archivo Marchán/Quevedo, reunido por Mª Dolores Quevedo Ibáñez y Simón Marchán Fiz. Gran parte de este corpus está relacionado con los nuevos comportamientos artísticos, aunque también alberga material relacionado con su actividad institucional y con el mundo artístico.